# Стричавська сільська рада
| Стричавська сільська рада — колишній орган місцевого самоврядування у Великоберезнянському районі Закарпатської області з адміністративним центром у с. Стричава. Сільській раді підпорядковані населені пункти: - с. Стричава - с. Княгиня |

## Склад ради
Рада складається з 14 депутатів та голови.

## Керівний склад сільської ради
| ПІБ                        | Основні відомості                                                               | Дата обрання | Дата звільнення |
| -------------------------- | ------------------------------------------------------------------------------- | ------------ | --------------- |
| Фрінгош Іван Іванович      | Сільський голова, 1953 року народження, освіта, член Партії регіонів            | 26.03.2006   | 31.10.2010      |
| Дагулич Михайло Михайлович | Сільський голова, 1952 року народження, освіта середня спеціальна, безпартійний | 31.10.2010   |                 |

Примітка: таблиця складена за даними джерела

## Населення
Згідно з переписом УРСР 1989 року чисельність наявного населення сільської ради становила 561 особа, з яких 240 чоловіків та 321 жінка.
За переписом населення України 2001 року в сільській раді мешкало 559 осіб.

### Мова
Розподіл населення за рідною мовою за даними перепису 2001 року:
| Мова       | Відсоток |
| ---------- | -------- |
| українська | 98,58 %  |
| російська  | 0,88 %   |
| молдовська | 0,35 %   |
| білоруська | 0,18 %   |